# Mahmud I.

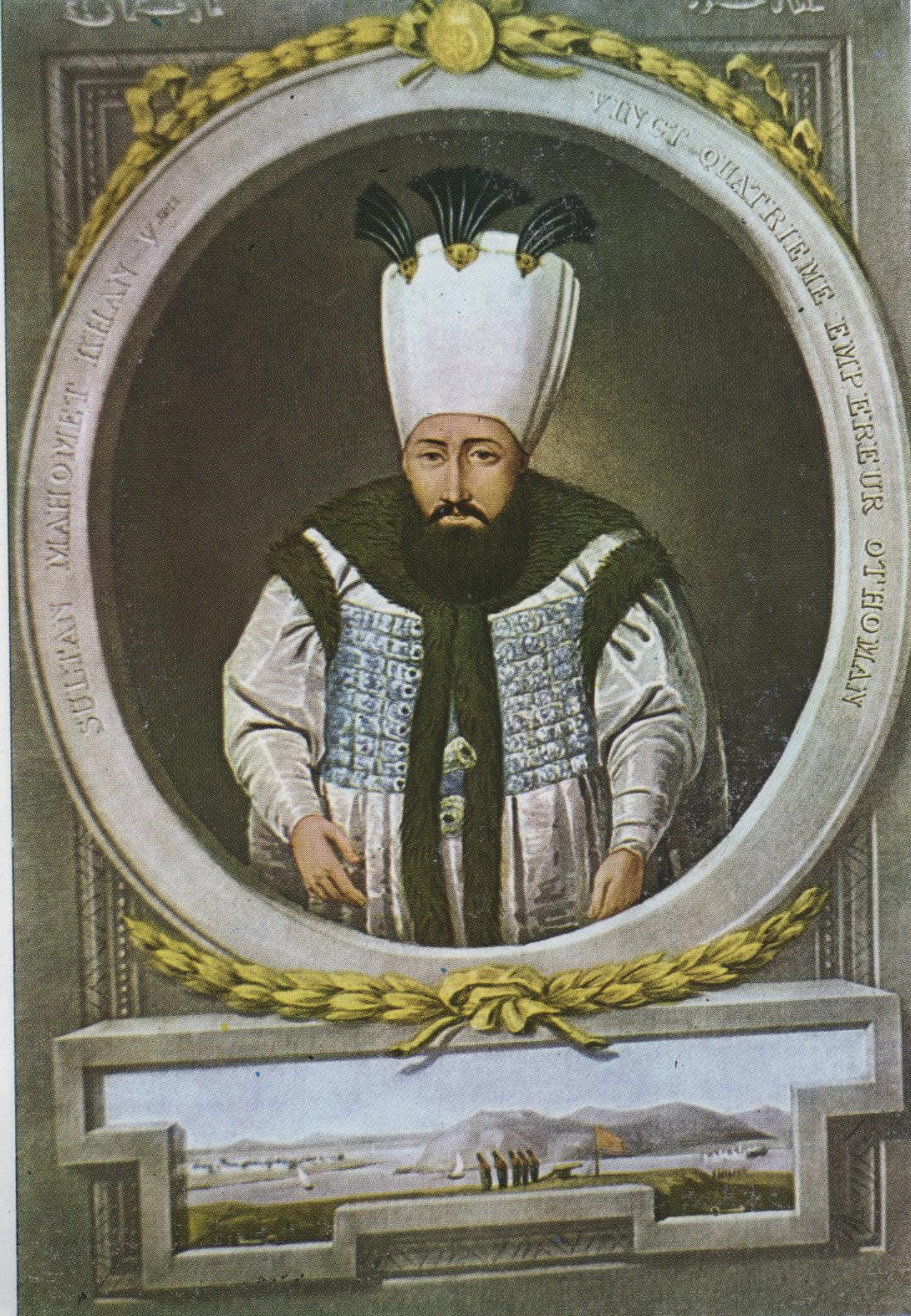
Mahmud I

Mahmud I. (geboren 2. August 1696 in Edirne; gestorben 13. Dezember 1754 in Konstantinopel) war von 1730 bis 1754 Sultan des Osmanischen Reichs.

## Leben
Mahmud war ein Sohn von Mustafa II. und wurde während des Patrona-Halil-Aufstands anstelle seines Onkels Ahmed III. auf dem Thron gebracht. Nach der Unterdrückung einer militärischen Revolte wurde der Krieg mit Persien mit wechselndem Erfolg fortgesetzt und endete 1736 mit einem Friedensvertrag, der den Status quo vor dem Krieg wiederherstellte.
Als nächster Gegner stand dem Osmanischen Reich 1735 Russland gegenüber, später verbündet mit dem römisch-deutschen Kaiser bzw. der österreichischen Habsburgermonarchie. Der Krieg dauerte vier Jahre lang an; den von Russland erzielten Siegen standen mehrere Rückschläge der Kaiserlichen gegenüber. Der Friedensschluss von Belgrad 1739 geriet zum Triumph der türkischen Diplomatie. Der Sultan, überaus begierig nach Frieden, soll sehr unter dem Einfluss seines Haupt-Eunuchen Haci Beşir Aga gestanden haben. 1754 starb Mahmud an einer Herzkrankheit, als er vom Freitagsgebet aus der Moschee zurückkehrte.
Während der Regierungszeit Mahmuds wurde das System eingeführt, Phanarioten als Verwalter in die Fürstentümer Moldau und Walachei zu entsenden.